# Hans Spethmann
Hans Spethmann (* 11. Dezember 1885 in Lübeck; † 19. März 1957 ebenda) war ein deutscher Geologe und Wirtschaftsgeograph.

## Leben

### Bis 1918
Hans Spethmann war der Sohn des Hauptlehrers Johann Spethmann und seiner Ehefrau Henriette geb. Engelbrecht. Er besuchte das Gymnasium Katharineum zu Lübeck und legte dort als „primus omnium“ (lat.: erster von allen), also als Jahrgangsbester 1906 das Abitur ab. So stand ihm die Rede bei der Entlassungsfeier zu. Er hielt einen die Zuhörer in Erstaunen versetzenden wissenschaftlichen Vortrag Über eine Senkung im südwestlichen Ostseegebiet zur Frage von Landhebungen und Schwankungen des Meeresspiegels. Denn schon als Schüler hatte er geologische und geomorphologische Probleme in der Umgebung seiner Heimatstadt studiert. Aufgrund seines Vortrages bewilligte die Gesellschaft zur Beförderung gemeinnütziger Tätigkeit ihm als Studienanfänger – was noch nie zuvor geschehen war – ein Stipendium für wissenschaftliche Arbeiten.
Von 1906 bis 1909 studierte Spethmann Geologie an der Eidgenössischen Technischen Hochschule Zürich und an der Universität Kiel. Während seines Studiums unternahm er zahlreiche geologische Exkursionen, unter anderen in den Französischen Jura, den Appennin, durch Sizilien und im Juli 1907 nach Island. Dort erkundeten die Berliner Wissenschaftler Walther von Knebel und Max Rudloff das geologisch kaum bekannte Vulkanmassiv Askja und dessen Kraterseen Öskjuvatn und Víti (Askja) im zentralisländischen Hochland. Dabei kamen von Knebel und Rudloff bei der Erforschung des größeren Öskjuvatn wahrscheinlich am 10. Juli 1907 auf dem See ums Leben. Spethmann überlebte, weil er zu diesem Zeitpunkt weit vom Unglücksort entfernt in der Askja Forschungen betrieb. Nach seiner Rückkehr zur Basis fand er die beiden Forscher und das Boot nicht mehr vor. Er blieb somit der einzige Gewährsmann für das unglückliche Geschehen. Im August 1907 begleitete er eine weitere isländische Suchexpedition, um das Schicksal der Verschollenen aufzuhellen. Wahrscheinlich wurden sie von herabstürzenden Bimssteinen getroffen; bis heute ist das nicht restlos aufgeklärt. Im September kehrte Spethmann nach Deutschland zurück. Island blieb er zeitlebens verbunden. Im Frühjahr 1913 gründete Spethmann zusammen mit Otto Cahnheim, Paul Herrmann und Heinrich Erkes die Vereinigung der Islandfreunde, die bis zum Zweiten Weltkrieg bestand. Er war Vorstandsmitglied der Gesellschaft.
1909 wurde Spethmann von der Universität Kiel mit der Schrift Vulkanologische Forschungen im östlichen Zentralisland promoviert, die er im vierten Semester verfasst hatte und die anstelle einer Dissertation von der Universität als „opus eximium“ (lat.: herausragendes Werk) angenommen wurde. Er war Assistent bei Otto Krümmel in Kiel, bei Max Friederichsen in Greifswald und bei Albrecht Penck in Berlin. 1913 wurde er an der Universität Köln habilitiert. Der Erste Weltkrieg unterbrach seine wissenschaftliche Laufbahn. Nach kurzem Einsatz an der Ostfront wurde er wegen einer Herzmuskelentzündung entlassen. In den beiden letzten Kriegsjahren war er im kartographischen Dienst des Generalstabes beschäftigt.

### Während der Weimarer Republik
Nach Kriegsende war Spethmann stellungslos. Als Privatdozent hielt er (unbezahlte) Lehrveranstaltungen; seinen Lebensunterhalt verdiente er durch Vorträge sowie durch geologische Gutachten unter anderem für die mitteldeutsche Braunkohleindustrie. So entstanden Verbindungen zu Industrieverbänden, die ihm 1921 den Posten des Generalsekretärs der Hauptgeschäftsstelle der von Gustav Stresemann geführten Deutschen Volkspartei in Bochum vermittelten. Während der Ruhrbesetzung unterstützte Spethmann unter dem Decknamen „Hermann Schüllenbach“, den „Ruhrkampf“, den passiven Widerstand der Bergleute und Metallarbeiter gegen die französischen und belgischen Besatzer. 1924/1925 war er Lehrbeauftragter der Universität Köln für Landes- und Wirtschaftskunde des rheinisch-westfälischen Industriegebietes. 1925 veröffentlichte er das Buch Großwirtschaft an der Ruhr, das dazu führte, dass er im selben Jahr vom Verein für die bergbaulichen Interessen im Oberbergamtsbezirk Dortmund (Bergbauverein) mit Sitz in Essen als Wirtschaftsgeograph und Wirtschaftshistoriker eingestellt wurde. Daraufhin zog Spethmann mit seiner Familie nach Essen.
Im Auftrag des Bergbauvereins konzipierte Spethmann ein fünfbändiges Werk über das Ruhrgebiet zwischen 1914 und 1925, Das Ruhrgebiet im Wechselspiel von Land und Leuten, Wirtschaft, Technik und Politik, von dem drei Bände 1933 erschienen. Außerdem schieb er im Auftrag und aus der Sicht der Bergbauunternehmen eine Geschichte des Ruhrbergbaus von 1914 bis 1925. Dafür erhielt er Zugang zu den Akten des Bergbauvereins und ihrer Mitgliedszechen. Daraus wurden 1930 der Teil zum Ruhraufstand und 1933 der zur Ruhrbesetzung als günstige Volksausgaben herausgebracht.
Spethmann hatte seine Schrift zum Ruhraufstand als Kritik an Innenminister Carl Severing angelegt und seine Quellen entsprechend ausgewählt. Reichswehr und Bergbauunternehmer bewertete er positiv. Der KPD, der USPD und Teilen der Mehrheitssozialdemokratie unterstellte er hingegen, bereits ab dem Frühjahr 1919 auf einen Umsturz hingearbeitet zu haben, um eine Diktatur des Proletariats zu errichten, während der General Oskar von Watter auf dem Boden der Verfassung gestanden und sich nur deshalb nicht während des Kapputsches für die Reichsregierung Bauer ausgesprochen habe, um kein Öl ins Feuer zu gießen. Den Generalstreik erklärte Spethmann als von den Kommunisten und Betriebsräten aufgezwungen. Severing warf er vor, mit dem Bielefelder Abkommen das Ruhrgebiet dem „Linksradikalismus“ und dem „Sieg der bolschewistischen Idee“ ausgeliefert zu haben.
Für den Historiker Wilfried Reininghaus ist Spethmanns Darstellung der „Roten Armee an Rhein und Ruhr“ von 1930 weniger ein Beitrag zur Zeitgeschichte als eine tagesaktuelle politische Positionierung mit offenkundiger, durchgängiger Schwarz-Weiß-Malerei, bei der Spethmann sich seine Belege so zurecht gebogen habe, wie er sie brauchte. Spethmann habe nur vorgegeben, wissenschaftlich zu arbeiten, aber tatsächlich politische Propaganda gegen die SPD und für die Reichswehr betrieben. George Eliasberg wirft Spethmann bei der Darstellung der Kämpfe am Essener Wasserturm Fälschungen vor und kritisiert dessen Unternehmerperspektive. Erhard Lucas sieht einen geraden Weg von Spethmanns Werk zur Geschichtsschreibung des Nationalsozialismus. Trotzdem galt Spethmanns Werk lange nach 1945 noch als Standardwerk.

### Ab 1933
Seine wissenschaftlichen Interessen ließen Spethmann auch während seiner Tätigkeit in Bochum und Essen nicht los. Er verfasste zahlreiche Arbeiten zur Landeskunde Islands, zur Geologie und Wirtschaftsgeografie Mitteleuropas, insbesondere wichtige Publikationen über das Ruhrgebiet und den Ruhrbergbau. Ferner befasste er sich mit Biographien von Hans von Loewenstein zu Loewenstein, Franz Haniel, Johann Dinnendahl, Franz Dinnendahl, Ernst Honigmann und Friedrich Marthe. Als Privatdozent lehrte er unter anderem an den Universitäten Zürich, Berlin und Köln. Zwischen 1942 und 1947 veröffentlichte er eine Reihe historischer Dramen.
Seinen Lebensabend verbrachte Spethmann ab 1947 in seiner Heimatstadt Lübeck. Dort starb er im Alter von 71. Jahren.
Spethmanns Nachlass an Schriften, darunter unveröffentlichte Manuskripte und eine Sammlung von Plakaten aus den Jahren von 1916 bis 1924, befindet sich heute im Stadtarchiv Essen.

## Familie
Hans Spethmann heiratete am 23. März 1912 Margarethe Spethmann in Altona. Sein Sohn Dieter Spethmann war Jurist und ehemaliger Vorstandschef von Thyssen.

## Schriften
Selbstständige Veröffentlichungen
- Studien über die Bodenzusammensetzung der baltischen Depression vom Kattegat bis zur Insel Gotland. Verlag Lipsius & Tischer, Kiel 1911.
- Die Grosswirtschaft an der Ruhr. Verlag Ferdinand Hirt, Breslau 1925.
- Dynamische Länderkunde. Breslau 1928.
- Zwölf Jahre Ruhrbergbau. Aus seiner Geschichte von Kriegsanfang bis zum Franzosenabmarsch 1914–1925. 5 Bände. Verlag Reimar Hobbing, Berlin 1928–1931.
  - Band 1: Aufstand und Ausstand bis zum 2. Generalstreik April 1919.
  - Band 2: Aufstand und Ausstand vor und nach dem Kapp-Putsch bis zur Ruhrbesetzung.
  - Band 3: Der Ruhrkampf 1923 bis 1925 in seinen Leitlinien.
  - Band 4: Der Ruhrkampf 1923 bis 1925 Das Ringen um die Kohle.
  - Band 5: Der Ruhrkampf 1923 bis 1925 in Bildern.
- Deutsche Islandforschung 1930. Mit Unterstützung der Notgemeinschaft der deutschen Wissenschaft herausgegeben von Walther Heinrich Vogt und Hans Spethmann. Verlag F. Hirt, Breslau 1930.
- Das länderkundliche Schema in der deutschen Geographie. Kämpfe um Fortschritt und Freiheit. Verlag R. Hobbing, Berlin 1931.
- Das Schicksal in der Landschaft. Verlag R. Hobbing, Berlin 1932.
- Die Rote Armee an Ruhr und Rhein. 3. Auflage. Verlag R. Hobbing, Berlin 1932.
- Das Ruhrgebiet im Wechselspiel von Land und Leuten, Wirtschaft, Technik und Politik. Bde. 1–3: Verlag Reimar Hobbing, Berlin 1933. Bde. 4–5: Klartext Verlag, Essen 2011 (Erstveröffentlichung nachgelassener Manuskripte)
  - Band 1: Von der Vorrömerzeit bis zur Gestalt eines Reviers in der Mitte des 18. Jahrhunderts.
  - Band 2: Die Entwicklung zum Grossrevier seit Mitte des 18. Jahrhunderts.
  - Band 3: Das Ruhrrevier der Gegenwart.
  - Band 4: Das Ruhrrevier der Gegenwart (2).
  - Band 5: Das Ruhrrevier der Gegenwart (3).
- Der Maistreik 1924 im Ruhrbergbau. Verlag R. Hobbing, Berlin 1932.
- Ruhrrevier und Raum Westfalen. Wirtschaftskritische Ergänzungen zu dem Werk „Der Raum Westfalen“. 110 Seiten, Verlag Gerhard Stalling, Oldenburg 1933.
- Auf fremden Pfaden in USA. R. Hobbing, Berlin 1934.
- Ein halbes Jahrzehnt wegen der „Dynamischen Länderkunde“ von einem deutschen Hochschul-Geographen dienstlich gemaßregelt. R. Hobbing, Berlin 1934.
- Friedrich Marthe: Ein vergessener deutscher Geograph. Verlag R. Hobbing, Berlin 1935.
- Fünfzig Jahre Verein technischer Grubenbeamten, Oberhausen 1885–1935. Verlag Bertenburg, Gelsenkirchen 1935.
- Der Verband technischer Grubenbeamten 1886–1936. Festschrift. Verlag Bertenburg, Gelsenkirchen 1936.
- Wie unser Ruhrgebiet wurde. Verlag Paul Schmidt, Berlin 1936.
- Die geschichtliche Entwicklung des Ruhrbergbaus um Witten und Langendreer. Verlag Bertenburg, Gelsenkirchen 1937.
- Die Stadt Essen. Verlag für Sozialpolitik, Wirtschaft und Statistik, Berlin 1938.
- Mein Abschied von der geographischen Lehrtätigkeit. Verlag für Sozialpolitik, Berlin 1938.
- Hans von und zu Loewenstein. Verlag Glückauf, Essen 1939.
- Bericht über den Stand der Haniel-Forschung. Essen 1939.
- Von dem Geschlecht der Spethmanns. Eigenverlag, Essen 1941 (Erstveröffentlichung in: Ruhrland. Heimat und Familie, herausgegeben von der Ortsgruppe Essen der Westdeutschen Gesellschaft für Familienkunde, Jg. 2 (1936), Nr. 16 vom 15. August 1936 und Nr. 17 vom 1. September 1936).
- Neue Ergebnisse der Dinnendahl-Forschung. Selbstverlag, Essen 1942.
- Die Rolle von Ernst Honigmann beim Aufkommen der Mergelschächte im Ruhrgebiet. Selbstverlag, Essen 1942.
- Bausteine zur Geschichte des Rheinisch-Westfälischen Kohlen-Syndikats. Selbstverlag, Essen 1943.
- Der Märkische Ruhrkohlenbergbau von 1539 bis 1662. Selbstverlag, Essen 1944.
- Die ersten Mergelzechen im Ruhrgebiet. Selbstverlag, Essen 1947.
- Die Eroberung des Ruhrgebietes im Frühjahr 1945. Verlag Fredebeul & Koenen, Essen 1950.
- Die Frühzeit des Ruhrorter Hafens. Verlag Glückauf, Essen 1950.
- Franz Haniel. Sein Leben und seine Werke. Haniel, Duisburg-Ruhrort 1956.

Unselbstständige Veröffentlichungen
- Ancylussee und Litorinameer im südwestlichen Ostseebecken. In: Mitteilungen der Geografischen Gesellschaft. Lübeck 1907
- Tiefenkarte der Beltsee. In: Petermanns Mitteilungen. 1911.
- Der Wasserhaushalt der Ostsee. In: Zeitschrift Ges. Erdkunde. Berlin 1912.
- Studien zur Ozeanographie der südwestlichen Ostsee. In: I. Internationale Revue der gesamten Hydrobiologie und Hydrographie Hydrogr. Suppl. zu Bd. 5 (3. Serie), 1914 (online)
- Studien zur Ozeanografie der südwestlichen Ostsee. In: Int. Rev. ges. Hydrobiologie. 1915.
- Die Anfänge der ruhrländischen Koksindustrie. In: Essener Beiträge. Nr. 62, 1947, S. 31–84.
- Die Eroberung des Ruhrgebiets im Frühjahr 1945. In: Essener Beiträge. Nr. 65, 1950, S. 43–91.
- Studien an den Flanken des Bodtener Ufers. In: Die Küste. Kiel 1952.
- Forschungen im innersten Winkel der südwestlichen Ostsee. In: Mitteilungen der Geografischen Gesellschaft Lübeck. 1953.
- Das Ruhrrevier im Blickfeld geographischer Landeskunde. In: 29. Deutscher Geographentag Essen 1953. Band 29, S. 31–36.
- Der Kampf der Zeche Schölerpad um einen Tiefbau unter dem Direktionsprinzip. In: Essener Beiträge. Nr. 70, 1955, S. 23–54.
- Der Essen-Werdensche Bergbau beim Übergang auf Preußen im Jahre 1802 In: Essener Beiträge. Nr. 71, 1956, S. 59–115.